# Deceniu
Prin deceniu (latină decem = zece și annus = an) se înțelege o perioadă de timp ce cuprinde 10 (zece) ani consecutivi. Cuvântul este de origine latină, dar adaptat limbii române; dece înseamnă zece în limba latină. Există o categorie de cuvinte derivate din originalul dece ce folosesc cuvântul originar dece, sau derivate ale acestuia, precum deci sau deca, sub formă de prefixe. Unele dintre ele sunt: decembrie, decemviri, decemvirat, decimare, decigram, decametru, etc.
Zece decenii succesive formează un secol.

## Utilizare
Termenul de deceniu se referă la orice succesiune de zece ani, fără a fi legată de o dată calendaristică. Uzual, deceniul este legat de un eveniment care definește începutul acestuia (de exemplu, primul deceniu după cucerirea independenței), sfârșitul lui (de exemplu, ulimul deceniu din viața unei persoane) sau care caracterizează perioada respectivă (de exemplu, deceniul cel mai productiv). 
În prezentarea vieții unor persoane, deceniile încep cu ziua de naștere a persoanei respective, primul deceniu durând până la împlinirea vârstei de 10 ani, după care începe deceniul al doilea, care durează pănă la împlinirea vârstei de 20 de ani, si așa mai departe.

## Deceniile legate de date calendaristice
În limbajul comun, se întâlnește des expresia „anii nnnn”, de exemplu „anii 1920”, „anii 1960”, uneori folosite expres ca decenii care încep într-un an terminat în 0, însă aceste intervale nu se suprapun cu expresiile „primul deceniu al secolului al XX-lea” (care este intervalul 1901–1910), sau a altor expresii de tip „deceniu”, care pot începe sau nu cu un an terminat în „1”.
Pe Wikipedia expresiile „anii” au fost categorisite în categoria decenii, care corespund unui sondaj din SUA și nu se suprapun cu deceniile numerotate ale secolelor. Situația este prezentată în următorul tabel.
| Anul        | 1                             | 2                             | 3                             | ...                           | 9                             | 10                            | 11                               | 12                               | ...                              | 19                               | 20                               | ... | 2000      | 2001                           | 2002                           | ...                            | 2009                           | 2010                           | 2011                              | 2012                              | ...                               | 2019                              | 2020                              | 2021                               | 2022                               | ...                                | 2029                               | 2030                               |
| Decenii 0-9 | anii 0                        | anii 0                        | anii 0                        | anii 0                        | anii 0                        | anii 10                       | anii 10                          | anii 10                          | anii 10                          | anii 10                          | ...                              | ... | anii 2000 | anii 2000                      | anii 2000                      | anii 2000                      | anii 2000                      | anii 2010                      | anii 2010                         | anii 2010                         | anii 2010                         | anii 2010                         | anii 2020                         | anii 2020                          | anii 2020                          | anii 2020                          | anii 2020                          | ...                                |
| Decenii 1-0 | Primul deceniu al secolului 1 | Primul deceniu al secolului 1 | Primul deceniu al secolului 1 | Primul deceniu al secolului 1 | Primul deceniu al secolului 1 | Primul deceniu al secolului 1 | Al doilea deceniu al secolului 1 | Al doilea deceniu al secolului 1 | Al doilea deceniu al secolului 1 | Al doilea deceniu al secolului 1 | Al doilea deceniu al secolului 1 | ... | ...       | Primul deceniu al secolului 21 | Primul deceniu al secolului 21 | Primul deceniu al secolului 21 | Primul deceniu al secolului 21 | Primul deceniu al secolului 21 | Al doilea deceniu al secolului 21 | Al doilea deceniu al secolului 21 | Al doilea deceniu al secolului 21 | Al doilea deceniu al secolului 21 | Al doilea deceniu al secolului 21 | Al treilea deceniu al secolului 21 | Al treilea deceniu al secolului 21 | Al treilea deceniu al secolului 21 | Al treilea deceniu al secolului 21 | Al treilea deceniu al secolului 21 |

### Sondajul din SUA
În 2 decembrie 2019 YouGov a realizat un sondaj prin care a întrebat 13 582 de adulți din Statele Unite: „Când credeți că va începe și va încheia următorul deceniu?” Rezultatele au arătat că 64 % au răspuns că „următorul deceniu” va începe la 1 ianuarie 2020 și se va încheia la 31 decembrie 2029 (metoda 0-to-9), 17 % au răspuns că „următorul deceniu” va începe la 1 ianuarie 2021 și se va încheia la 31 decembrie 2030 (metoda 1-la-0), iar 19 % au răspuns că nu știu.